# Nikkor AF-S 12-24mm f/4G IF-ED DX
Nikkor AF-S 12-24mm f/4G IF-ED DX je širokokotni zoom fotografski objektiv za DSLR fotoaparate Nikon DX formata, ki ga proizvaja japonsko podjetje Nikon. Na tem formatu je objektiv približno enakovreden objektivu 18-35 mm na formatu 135 film.

## Opis
Nikon je objektiv prvič predstavil 18. februarja 2003 kot prvi objektiv, narejen posebej za Nikon DX format.
Do predstavitve tega objektiva ni Nikon proizvajal nobenega zoom objektiva, ki bi na formatu DX ponujal ultra široki kot. Zaradi manjšega senzorja pri tem formatu in posledično 1,5-kratne povečave na njem so objektivi tipa 18-35 mm dejansko predstavljali goršiščne razdalje 27-52,5 mm, kar je bolj tipično za standardne zoom objektive.
Namen objektiva s spremenljivo goriščnico 12-24 mm je bil zapolniti to vrzel.

## Karakteristike
- objektiv s spremenljivo goriščnico 12-24 mm (približno enakovredno goriščnicam 18-35 mm na aparatih formata 135 film)
- Compact silent wave avtofokus motor z možnostjo nastavitve na ročno ostrenje
- Nikonov F bajonet za uporabo na DSLR Nikon DX formata
- stekleni elementi z Extra low Dispersion (ED) za zmanjševanje kromatske aberacije
- asferični elementi za zmanjševanje popačenj
- Super integrated coating (SIC) za zmanjševanje odbleskov pri neposrednjem slikanju v sonce ter pojavu zabrisanih figur (flare in ghosts).
- Notranje ostrenje Internal focusing (IF)[2]

## Zgradba
- 11 elementov v 7 skupinah
- 3 asferični elementi
- 2 ED steklena elementa[1]